# Funicolare Cassarate-Monte Brè
La Funicolare Cassarate-Monte Brè è una funicolare che collega, in due sezioni, il quartiere luganese di Cassarate con la sommità del Monte Brè.

## Storia
Una domanda di concessione per la costruzione e l'esercizio di una ferrovia funicolare in due sezioni da Cassarate per il Monte Brè venne depositata il 9 novembre 1904 presso le Autorità federali dai signori Otto Birken, J. Wennips ed E. Strub. La richiesta era motivata dall'intenzione di costruire un albergo a Suvigliana, località sulle pendici del Monte Brè a dire dei promotori particolarmente adeguata alle esigenze dell'industria turistica; il collegamento via funicolare, complementare al sentiero e alla strada carrozzabile già esistenti, avrebbe inoltre potuto contribuire a una maggiore edificazione della zona. In una seconda fase, una volta sviluppatasi sufficientemente Suvigliana, si sarebbe proceduto alla costruzione della sezione da quest'ultima località al Monte Brè, servendo nel contempo anche la località di Aldesago. I costi per la costruzione furono preventivati a Fr. 150.000 per la prima sezione e a Fr. 410.000 per la seconda.
La prima sezione della funicolare venne aperta all'esercizio il 10 giugno 1908; la seconda il 17 febbraio 1912.

## Caratteristiche
Entrambe le sezioni della funicolare presentano sono realizzate a scartamento metrico e a trazione elettrica. Tra le opere d'arte principali si annoverano, lungo la sezione Suvigliana-Monte Brè, due gallerie (lunghe 73 e 226 m) e un viadotto (lungo 75 m).

### Percorso
Oltre alle stazioni terminali di Cassarate e Monte Brè nonché quella di Suvigliana all'interscambio tra le due sezioni, la tratta a monte serve anche le fermate di Albonago, Aldesago e Brè Villaggio.